# Scytodes gooldi
Scytodes gooldi là một loài nhện trong họ Scytodidae.
Loài này thuộc chi Scytodes. Scytodes gooldi được William Frederick Purcell miêu tả năm 1904.